# Jurnalul lui Barbie
Jurnalul lui Barbie (în Engleză The Barbie Diaries) este un film de animație produs de Curious Pictures pentru Mattel, regizat de Eric Foel și Kallen Kagan. A fost lansată de Lionsgate Home Entertainment pe 9 mai 2006 în Statele Unite ale Americii. Este singurul film din Barbie care nu este produsă de Rainmaker Entertainment. În România.

## Voci
- Kelly Sheridan - Barbie
- Skye Sweetnam - Barbie (cântând)
- Sarah Edmondson - Courtney
- Venus Terzo - Tia
- Matt Hill - Kevin
- Chiara Zanni - Raquelle
- Maryke Hendrikse - Reagan
- Anna Cummer - Dawn
- Andrew Francis - Todd
- Heather Doerksen - Stephanie